# 내 마음에 불꽃이 있어
《내 마음에 불꽃이 있어》(My Dear Diary)는 한국에서 제작된 정성욱 감독의 2008년 드라마 영화이다. 강원재 등이 주연으로 출연하였고 양명숙 등이 제작에 참여하였다.

## 출연

### 주연
- 강원재
- 김수빈
- 양지웅

## 기타
- 미술: 송민영
- 미술: 정지영